# 南川 (徳島県)
南川（みながわ）は、徳島県那賀郡那賀町を流れる那賀川水系の河川である。

## 地理
那賀郡那賀町の西又山（1,360m）を水源とし、那賀町を経て中山川に合流する。源流付近には落差約30mの天霧の滝がある。水源付近にはブナの天然林が、中流から下流にかけてはスギ・ヒノキの林がそれぞれある。
釣りの名所でもあり、アユ・アメゴ・ハイ・イダ・コイ・ウナギ等が釣れる。また源流付近には天霧の滝がある。

## 支流
- 大谷川
- 野久保谷川

## 流域の自治体
徳島県
那賀郡那賀町